# BK Inter Bratislava
Le BK Inter Bratislava est un club de basket-ball slovaque, basé dans la ville de Bratislava.

## Historique
L'Inter Bratislava évolue en Extraliga soit le plus haut niveau du championnat slovaque.
Lors de la saison 2011-2012, le club intègre la première division tchèque mais n'y reste qu'une saison.

## Palmarès
- Champion de Tchécoslovaquie : 1979, 1980, 1983, 1985
- Champion de Slovaquie : 1996, 2013, 2014, 2017, 2019
- Coupe de Slovaquie : 1996, 2003, 2015, 2016

## Entraîneurs successifs
- 1978-1980 :  Rudolf Stanček
- 1989-1990 :  Pavol Bojanovský
- ? :  Oto Matický
- 2012-2013 :  Aramis Naglić
- 2013-2014 :  Oleg Meleschenko